# Orosius argentatus
Espèce
Synonymes
Nesophrosyne argentatus
Orosius argentatus est une espèce d'insectes hémiptères de la famille des Cicadellidae, décrite par William Harry Evans en 1938.